# 전반적 발달장애

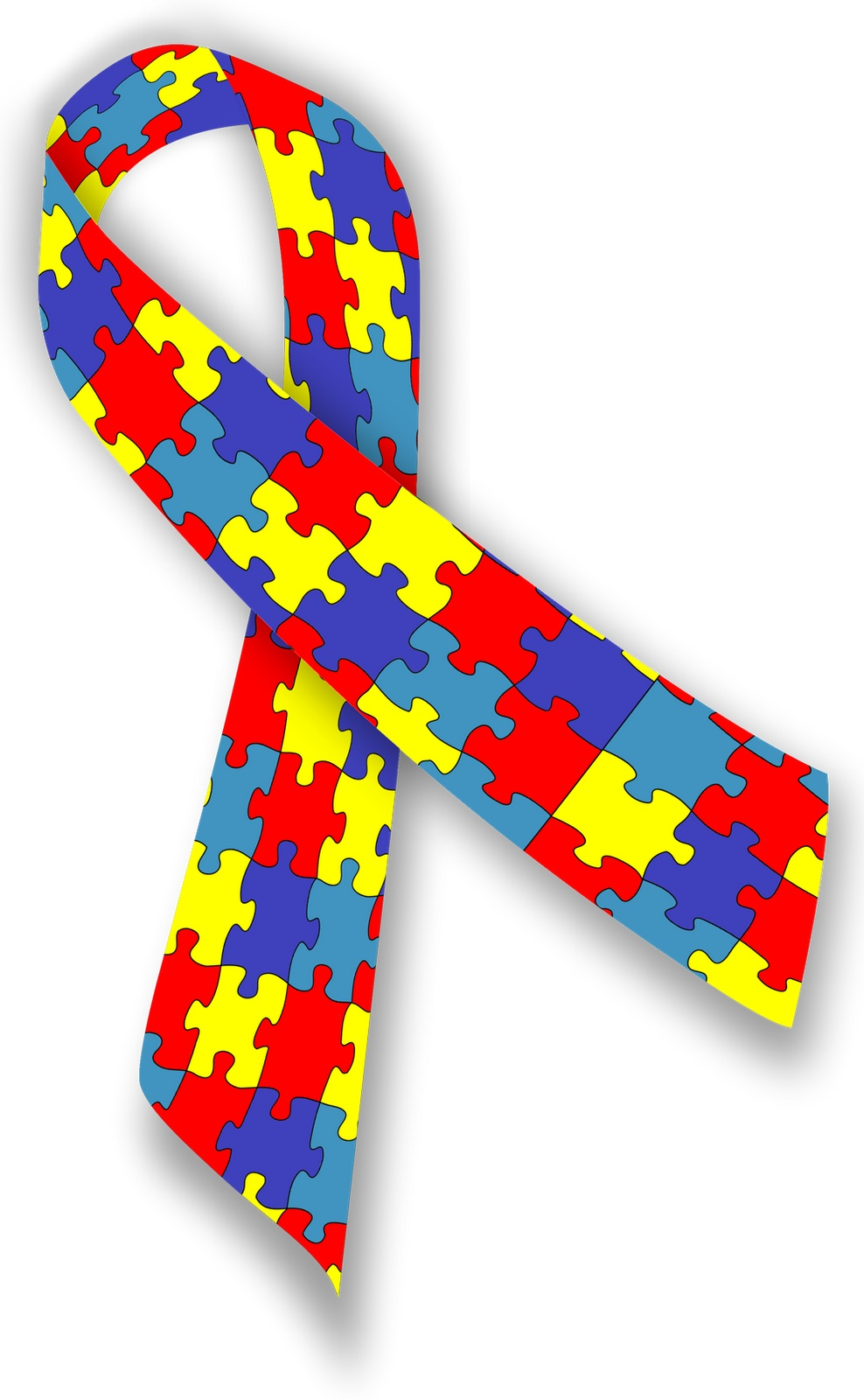

전반적 발달 장애(全般的發達障礙, pervasive developmental disorder)는 발달장애의 하위분류 중 하나로, 사회성과 의사소통 능력에 문제를 일으키는 여러 증후군을 총칭하는 말이다.
자폐 스펙트럼에 포함되는 자폐증 및 아스퍼거 증후군, 기타 상세불명의 전반적 발달 장애가 가장 흔하며, 이외에 아동기 붕괴성 장애와 레트 증후군, 지적장애 또는 상동증을 동반하는 비전형 ADHD 등이 포함되는 분류이다. 광범성 발달 장애(廣範性發達障礙)라고도 부른다.

## 징조 및 증상
전반적 발달장애의 증상은 행동과 의사소통 면에서의 문제들이다.
- 언어 사용 및 이해의 어려움[1]
- 사람, 사물, 사건에 대한 어려움[1], 예를 들어, 시선 접촉(eye contact)의 결여, 행동 지시하기(pointing behavior), 표정 반응의 결여
- 장난감 등 기타 물체들을 가지고 노는 것이 흔치 않음[1]
- 사회 불안(social anxiety), 비현실화(derealization), 일시적 정신병(transient psychosis), 아무런 공지 없이 환경이나 루틴이 바뀔 경우에 보이는 관습에서 벗어난 믿음의 특징적 형태로서 나타나는 편집증(paranoia)[1]
- 상동증(stereotypy)처럼 반복적인 신체 움직임 혹은 행동 패턴,[1] 손 흔들기, 머리카락 꼬기, 발 구르기, 더 복잡한 움직임 등
- 행동과 감정 조절의 어려움, 이는 울화나 불안, 공격성을 일으킬 수 있음
- 정서 붕괴
- 세계에 대한 망상적 혹은 비관습적 지각
- 부적응성 백일몽
- 거울망상증(Mirrored-Self Misidentification) : 실제로는 10대나 성인임에도 거울에 비춰진 자신의 모습을 타인으로 인식하는 것

### 정도
전반적 발달장애 아동은 능력, 지능, 행동에 있어 다양하다. 일부 아동은 전혀 말을 못하지만 다른 아동은 제한된 문구나 대화가 가능하며, 일부는 보다 정상적인 언어 발달을 보이기도 한다. 전반적으로 특정 놀이 기술을 잔복하고 사회 기술이 제한된다는 특성이 보인다. 큰 소음이나 빛 등 감각 정보에 대한 반응이 일반적이지 않다는 것은 흔하다.

## 진단
진단은 아동 초기에 흔히 내려진다. 『정신질환 진단 및 통계 편람(Diagnostic and Statistical Manual of Mental Disorders)』의 제5판으로 2013년 5월에 나온 DSM-V에서, 전반적 발달장애 진단은 제거되고 자폐 스펙트럼 장애로 대체되었다. 과거 두 장애는 심각성 수준에 따라 차이를 두었다. DSM-IV에 따라 진단된 사람들은 자폐 스펙트럼 장애 하에 진단이 유지되었다. 그러나 미국정신의학지(American Journal of Psychiatry) 2012년 10월호의 한 사설은 두 장애 간의 진단 차이를 둘 증거가 불충분하다고 하지만, 대부분의 문헌 평가에서는 두 장애의 차이가 유의미하다는 연구가 차이가 없다는 연구보다 훨씬 많다는 것을 발견하였다.
DSM-V와 달리, 세계보건기구(World Health Organization)의 국제질병분류(International Classification of Diseases) 제10판인 ICD-10에서는 전반적 발달장애를 4가지 다른 하위유형으로 범주화하였고, 각각은 진단 기준을 가지고 있다. 4가지 장애는 The 아동 자폐증(childhood autism), 비정형 자폐증(atypical autism), 레트 증후군(Rett syndrome), 기타 소아기 붕괴성 장애(childhood disintegrative disorder)로서, 모두 사회적 상호작용과 의사소통의 비정상을 특징으로 한다.
네 장애는 주로 행동 특성을 바탕으로 진단되지만, 의학적 증상이 나타나는 것이 중요하기에 진단 내릴 때는 이들 장애는 고려되지 않는다.
DSM-V 발행 전, 일부 임상의들은 어떤 이유로든 자폐증 진단을 내리기 꺼려지면, PDD-NOS를 5세 이하 아동에게 일시적인 진단명으로 사용했다. 이에 대한 변명은 약간 있다. 매우 어린 아동들은 사회적 상호작용과 의사소통이 제한되어 있기에, 유아기에 보다 부드러운 자폐증 사례로 진단하는 것은 신중을 요할 수 있다는 것이다. 언급되지 않은 가정으로는, 5세아동까지 비정상적 행동이 해결되거나 진단 가능한 자폐로 발전할 것이라는 것이다. 그러나 일부 부모들은 전반적 발전장애라는 라벨을 자폐 스펙트럼 반애의 비유로 본다. 이것이 문제가 되는 것은 이러한 라벨이 초기 아동 개입(early childhood intervention)이라는 도움을 받기 더 어렵게 한다는 것이기 때문이다.

### 구분
전반적 발달장애는 다음과 같았다.
- 상세불명의 전반적 발달장애(pervasive developmental disorder not otherwise specified, PDD-NOS) : 비정형 자폐증(atypical autism)을 포함하며, 자폐증 진단의 47%가 해당하는 가장 흔한 것이다.[5]
- 정형적 자폐증(typical autism) : 가장 잘 알려진 것
- 아스퍼거 증후군(Asperger syndrome) : 자폐증 진단 중 9% 차지
- 레트 증후군(Rett syndrome)
- 아동기 붕괴성 장애(Childhood disintegrative disorder, CDD)

이중 위의 세 장애는 자폐 스펙트럼 장애(autism spectrum disorder)로 불린다. 마지막 두 개는 드물며, 때로는 자폐 스펙트럼으로 분류되기도 하고 그렇지 않기도 하다.
2013년 5월 DSM-V가 출간되면서 전반적 발달장애 분류를 업데이트하였다. PDD-NOS, 자폐증, 아스퍼거 증후군, 레트 증후군, 아동 붕괴성 장애가 포함된 장애들의 그룹이 삭제되었고, 자폐 스펙트럼 장애라는 일반적인 용어로 대체되었다. 미국정신의학협회는 자폐 스펙트럼 장애라는 일반적인 진단은 더욱 정확한 진단을 내리게 되었다고 하였다. 여러 장애들을 조합하여 하나로 만든 것은 또한 자폐증이 공통된 증상들로 특징을 이뤄졌기에 단일한 진단 용어를 만들어야 한다는 관점에서도 촉발되었다. 각 장애 간의 구분을 짓고자 DSM-V에서는 심각도 수준을 채용하였다. 심각도 수준에는 지원 필요 여부(required support), 제한된 관심사(restricted interests), 반복되는 행동(repetitive behaviors), 사회적 의사소통의 결여(deficits in social communication)라는 요소가 포함되었다.

### PDD와 PDD-NOS
의사들 사이에서도 전반적 발달장애(PDD)라는 용어의 사용에 대한 구분이 있다. 대부분은 상세불명의 전반적 발달장애(PDD-NOS)를 줄여 PDD라고 한다. PDD가 장애 범주를 의미하며 진단 라벨이 아니라는 이유로 일부는 일반 범주를 사용한다.
PDD 자체는 진단명이 아니지만 PDD-NOS는 진단명이다. 복잡하게 말하면, PDD-NOS는 비정형 인격 발달(atypical personality development), 비정형 전반적 발달장애(atypical PDD), o혹은 비정형 자폐증(atypical Autism)일 수 있다.

## 치료
약물은 특정 문제적 행동을 다루는데 사용된다. 아동에 대한 치료는 아동의 특정한 필요에 따라 특정화되어야 한다.
일부 아동은 규모가 작고 1:1 교육을 수행하는 특수화 교실에서 효과가 크다. 다른 아동은 표준 특별교육 수업이나 지원이 들어가는 정규 수업에서 잘 기능한다. 절절하고 특수화된 교육 프로그램과 지원 서비스 등, 초기 개입은 환자의 결과를 좋게 하는데 있어 중요한 역할을 한다.

## 같이 보기
- 고기능 자폐 장애
- 발달장애
- 자폐 스펙트럼 장애